# Quark down
O quark down, quark 
d
 ou, simplesmente, down é um férmion de spin 1/2, carga elétrica -1/3 e número bariônico 1/3.. Os quarks up e down são os quarks mais comuns e menos massivos; ambos são os componentes fundamentais dos prótons e nêutrons.

## História
Depois de descobrir que o átomo era divisível, os prótons e nêutrons foram considerados elementares até que a existência dos quarks, partículas que formariam os núcleons, foi postulada em 1964 pelos físicos Murray Gell-Mann e George Zweig. Os quarks up e down foram observados pela primeira vez em 1968 no Centro de Aceleração Linear de Stanford.

## Massa
A massa dos quarks down ainda não foi medida com precisão, mas estima-se que esteja entre 4,5 e 5,3 MeV/c², porém quando encontrado dentro de um méson ou de um bárion, a força nuclear forte devida aos glúons aumenta a sua massa para 330 MeV. Essa massa aumentada se chama massa efetiva.

## Antipartícula
O quark down tem uma antipartícula: o antiquark down, que tem a mesma massa que o quark down e características como o spin têm mesmo modulo porém sinal contrário.